# Марцін Віха
Марцін Віха (пол. Marcin Wicha; 1972, Варшава — 24 січня 2025, Варшава) — польський графік, есеїст і автор дитячих книжок. Лауреат літературної премії «Ніке».

## Біографія
Він народився в родині єврейського походження, син архітектора Пйотра Віха (1946—2006) та Йоанни Рабановської-Віхи (1946—2015). Його дідами були Владислав Віха — з боку батька та Ян Рабановський — з боку матері.
Лауреат «паспорта „Політики“» за 2017 рік у категорії література та був номінований на Літературну премію Гдині 2018 у категорії есе за книгу «Речі, які я не викидав». За цю ж книжку у 2018 році отримав літературну премію «Ніке» та Літературну премію ім. Вітольда Ґомбровича. У 2022 році був номінований на Літературну премію «Ніке» за книгу «Напрямок відвідування», за цю ж книгу отримав Премію ім. Анджея Сємка.
Як графічний дизайнер займався дизайном обкладинок книг і журналів, плакатів і графічних вивісок. Протягом багатьох років він був автором коментарів до карикатур у «Tygodnik Powszechny». Співпрацює з «Характерами» та «Gazeta Wyborcza».
Помер 24 січня 2025 року у Варшаві у віці 53 років.

## Публікації
книги для дітей:
- Клара: будь ласка, не читай це (Видавництво Czarna Owieczka, Варшава 2011)[12]
- Łysol i Strusia: Уроки неввічливості (Соціальний видавничий інститут «Znak», Краків 2013)[13]
- Болек і Льолек: блискучі детективи (Суспільне видавництво «Знак», Краків 2014)[14]
- Надзвичайна історія Себастьяна Ван Пірека (Видавництво Egmont Polska, Варшава 2018)[15]
- Велика книга Клари (Видавництво Маманія, Варшава 2019)[16]

нариси:
- Як я перестав любити дизайн (Видавництво Характер, Краків 2015)[17]
- Речі, які я не викидав (Видавництво Карактер, Краків 2017)[18]
- Напрямок відвідування (Видавництво Карактер, 2021)[19]

колекції фільєтонів:
- Краще нічого не буде (Видавництво «Карактер» 2022)[20]

## Виноски
1. ↑  Andrzej Horubała (13 квітня 2018), Elegia (пол.){{citation}}:  Обслуговування CS1: Сторінки з параметром url-status, але без параметра archive-url (посилання)
2. ↑  Marcin Wicha laureatem Paszportów POLITYKI w kategorii Literatura (пол.), 9 січня 2018
3. ↑  20 książek nominowanych do Nagrody Nike 2018 (пол.), 17 травня 2018
4. ↑  Nominowani 2018. Nagroda Literacka Gdynia (пол.), архів оригіналу за 10 травня 2018, процитовано 14 квітня 2024
5. ↑  Nagroda Nike dla Marcina Wichy! „Rzeczy, których nie wyrzuciłem” najlepszą książką roku. wyborcza.pl. 7 października 2018.
6. ↑  Nagroda Gombrowicza po raz trzeci
7. ↑  Nagroda Literacka Nike 2022. Oto lista nominowanych (пол.), 15 червня 2022
8. ↑  Nagrody „Literatury na Świecie” za rok 2021 (пол.), 7 жовтня 2022
9. ↑  Marcin Wicha «Wichajster», https://www.tygodnikpowszechny.pl/autor/marcin-wicha-69.
10. ↑  Фанайлова, Елена (9 лютого 2025). Вещи, которые мы не разлюбили. Радио Свобода (рос.). Процитовано 10 лютого 2025.
11. ↑  Marcin Wicha nie żyje. TVN24 (пол.). 25 січня 2025. Процитовано 10 лютого 2025.
12. ↑  Marcin Wicha (2011), Klara : [proszę tego nie czytać!, Warszawa: Wydawnictwo Czarna Owieczka, ISBN 978-83-63010-13-3, OCLC 804014721
13. ↑  Marcin Wicha (2013), Łysol i Strusia : lekcje niegrzeczności, Kraków: Społeczny Instytut Wydawniczy Znak, ISBN 978-83-240-1965-6, OCLC 1150547409
14. ↑  Marcin Wicha (2014), Bolek i Lolek : genialni detektywi, Kraków, ISBN 978-83-240-2960-0, OCLC 903906493
15. ↑  Marcin Wicha (2018), Niezwykła historia Sebastiana Van Pirka, Warszawa, ISBN 978-83-281-2984-9, OCLC 1031374544
16. ↑  Marcin Wicha (2019), Wielka księga Klary, Warszawa, ISBN 978-83-66117-02-0, OCLC 1119538710
17. ↑  Marcin Wicha (2015), Jak przestałem kochać design, Kraków, ISBN 978-83-62376-83-4, OCLC 928025090
18. ↑  Marcin Wicha (2017), Rzeczy, których nie wyrzuciłem, Kraków, ISBN 978-83-65271-38-9, OCLC 1017742903
19. ↑  Marcin Wicha (2021), Kierunek zwiedzania, Kraków, ISBN 978-83-66147-77-5, OCLC 1263881505
20. ↑  Nic drobniej nie będzie